# Zliten
Zliten (arabe : زليتن Zlīţan, en berbère : Izliten) est une ville côtière de Libye faisant partie du district d'Al Mourqoub dans la région historique de Tripolitaine. Sa population était estimée à environ cent mille habitants en 2007. Elle se trouve entre Khoms (35 km) et Misurata (60 km).
C'est une ville étudiante qui accueille une université islamique.

## Étymologie
Le nom de la ville est issu du nom d'Izliten — (en berbère : ⵉⵣⵍⵉⵜⵏ), également connu sous les termes Isliten et Zliten — un personnage historique berbère,. Ce personnage serait l'ancêtre d'une partie des Berbères zénètes, entre autres les Ait Ifren, les Imeghrawen, les Irnyan, etc.[réf. à confirmer]. Son père fut Ifri,.

## Histoire

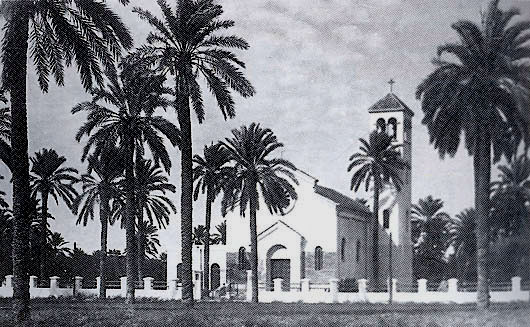
Photographie d'avant-guerre de l'église catholique de Zliten, aujourd'hui disparue

C'était une ville de colonisation agricole à l'époque du protectorat italien (1911-1943), qui y a ouvert un hôpital dans les années 1920.
Elle s'est soulevée pendant la révolte libyenne de 2011.

## Mosaïques de Zliten
Les fouilles archéologiques ont mis au jour les restes d'une villa romaine au bord de la mer, à 3 kilomètres de Zliten, dont les mosaïques sont aujourd'hui au musée de Tripoli. Elles sont référencées au musée comme Mosaïques de Zliten. Elles représentent les spectacles qui ont pu être présentés dans l'amphithéâtre de Leptis Magna, proche de la villa.

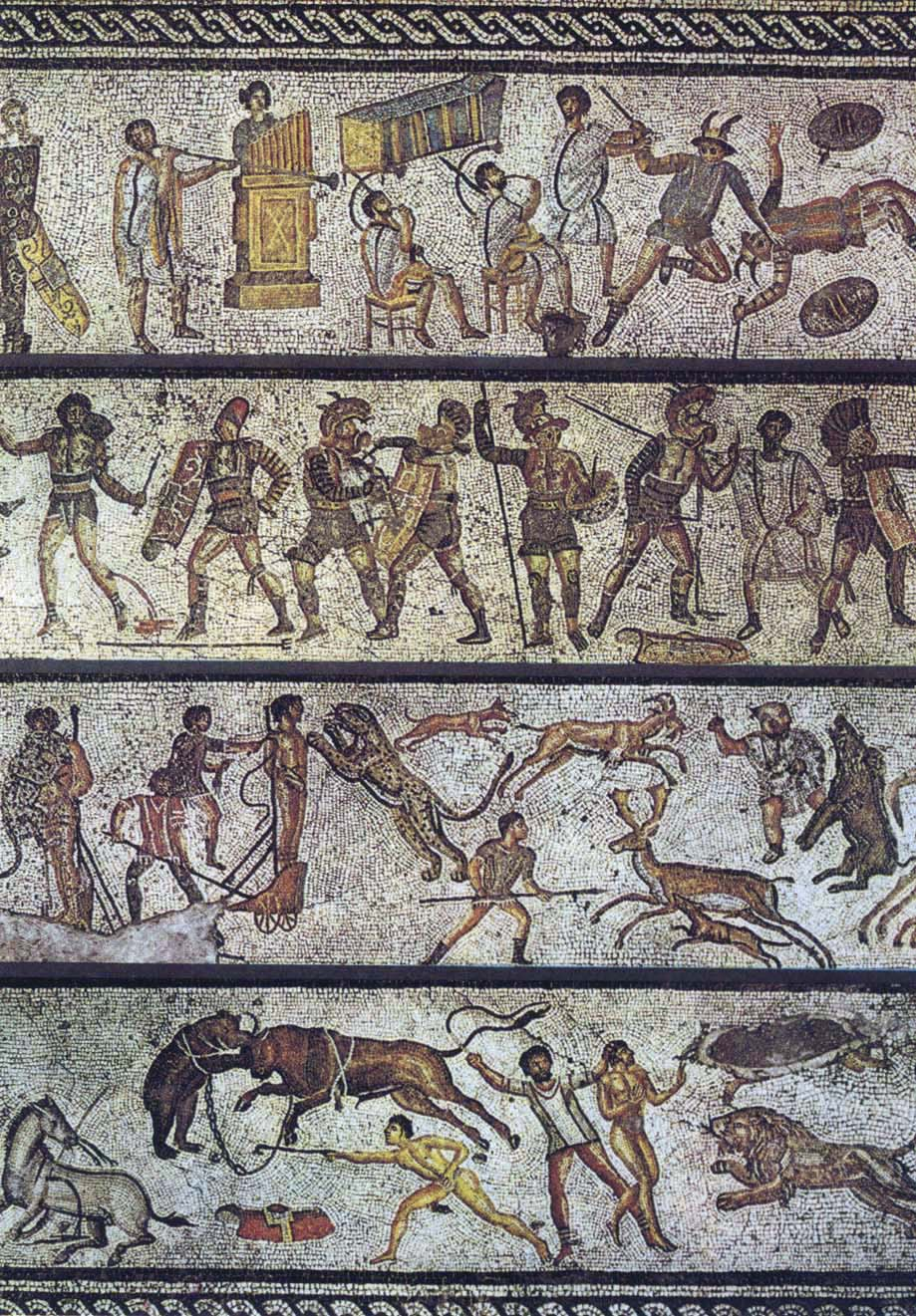
Scènes montrant des musiciens, des gladiateurs et des bestaires aux jeux du cirque
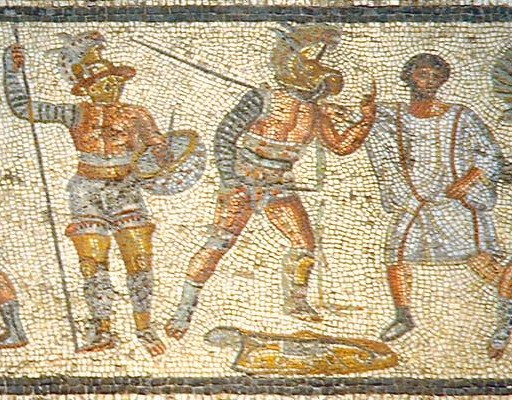
Gladiateurs
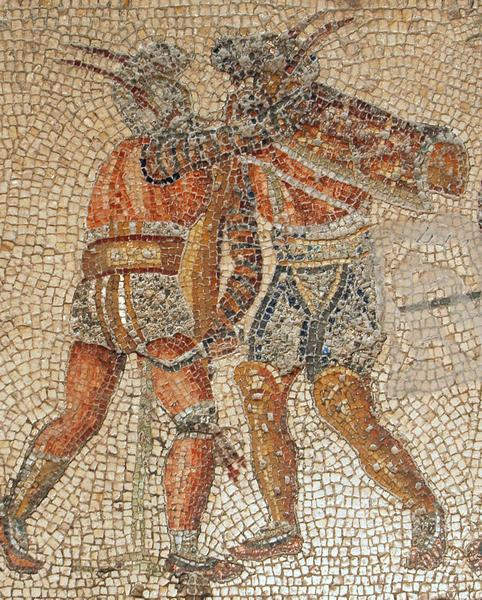
Mirmillon contre un Thrace
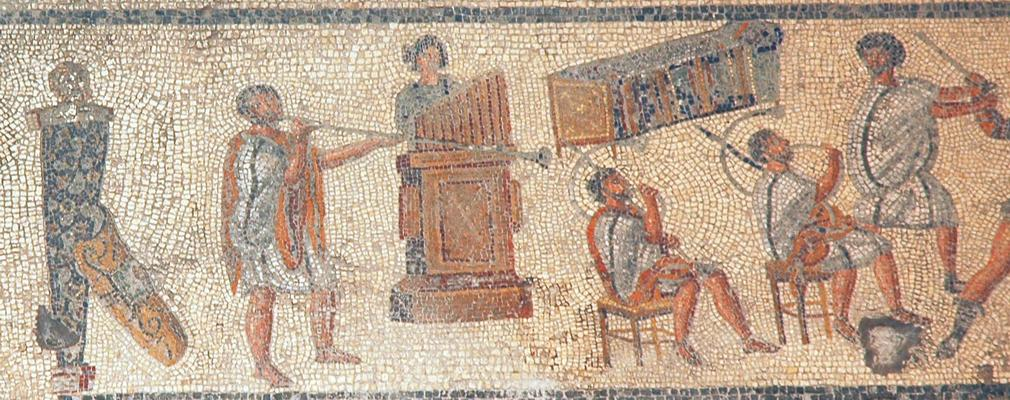
Musiciens